# American Family Association
Die American Family Association (AFA) ist eine US-amerikanische, ultra-konservative, christlich-evangelikale Non-Profit-Organisation. Sie wurde 1977 von Rev. Donald Wildmon als National Federation for Decency gegründet. Die AFA hat ihren Sitz in Tupelo (Mississippi). Die Organisation hat nach eigenen Angaben 150.000 Anhänger, sie zählt wie die National Association of Evangelicals, das Eagle Forum, die Pro Life Action League und das Family Research Council zu den christlichen Interessengruppen und zur religiösen Rechten in den USA. Neben dem Reverent Donald Wildmon ist und dessen Sohn Tim Wildmon ist eine der Hauptfiguren der US-amerikanische Radiojournalist Bryan Fischer.
Die Kritik der American Family Association betrifft auch das deutsche Bildungssystem. So wurde im März 2007 auf der offiziellen Homepage der Organisation die deutsche Schulpflicht mit Methoden des Nationalsozialismus verglichen.

## Aktivitäten
Die AFA ist laut Eigendarstellung „eine christliche Organisation, die die biblische Ethik des Anstands innerhalb der amerikanischen Gesellschaft verbreitet, mit dem Schwerpunkt auf moralische Fragen, die die Familie betreffen“.
Der Aktivismus der AFA besteht aus Aufrufen an Mitglieder, Bitte- oder Beschwerdebriefe zu schreiben (sog. action alerts), Aufrufen an Mitglieder Unternehmen zu boykottieren, Veröffentlichungen auf der AFA-Webseite oder den AFA-eigenen Medien, sowie klassischer Lobbyarbeit.

## Vorwürfe des Antisemitismus
Der AFA wurde mehrfach Antisemitismus vorgeworfen. Zum einen bemüht die Organisation häufig Vergleiche, die von jüdischen Institutionen als Instrumentalisierung oder Verharmlosung des Holocaust interpretiert wurden. So wurde im März 2007 auf der offiziellen Homepage der Organisation die deutsche Schulpflicht mit Methoden des Nationalsozialismus verglichen. Des Weiteren wurden die Abtreibungen in den USA oftmals mit dem Holocaust verglichen.
Dem Vorsitzenden der AFA, Don Wildmon wurde in den 1980ern vorgeworfen, er habe behauptet, dass „Hollywood und die Theater-Welt stark von Juden beeinflusst“ sei und erstere wiederum in ihren Werken eine „echte Feindlichkeit gegen Christen und den Christlichen Glauben“ zeigten. Diese Aussagen wurden von verschiedener Stelle – darunter einigen religiösen Führern – als antisemitisch verurteilt.
In den letzten Jahren hatten jüdische Organisationen den Christlichen Rechten wiederholt vorgeworfen, die Trennung von Kirche und Staat zu untergraben. Don Wildmon attackierte den Vorsitzenden der Anti Defamation League Abraham Foxman und warnte ihn davor, dass fortgesetzte jüdische Kritik dazu führen könnte, dass die christliche Unterstützung für Israel (Christlicher Zionismus) in Zukunft ausbleiben könnte.

## Position zu Homosexualität
Publikationen der AFA erklären, dass Homosexualität eine sexuelle Orientierung sei, die man wechseln könne. In Radiosendungen fordert die AFA auf, Homosexualität zu kriminalisieren. Scott Lively, der Chef der kalifornischen Sektion der AFA, veröffentlichte 1995 das Buch The Pink Swastika (Das pinke Hakenkreuz), in dem die NSDAP als Homosexuellenorganisation bezeichnet und Schwulen eine Schuld an Massenmorden vorgeworfen wurde.

## National Endowment for the Arts
Die Organisation versucht gegen Unanständigkeit in Werbung und Medien vorzugehen. Robert Clark Youngs satirischer Roman One of the Guys (1999) veranlasste die AFM, die Förderungspolitik des National Endowment for the Arts, der staatlichen Kulturstiftung mit Förderungsprogrammen für junge Künstler, in Frage zu stellen. Sogar der US-Kongress wurde in diese Diskussion eingeschaltet.

## Marilyn Manson
Paul Cambria, Anwalt des Sängers Marilyn Manson, mahnte die AFA im April 1997 erfolgreich ab, nachdem diese in einem AFA Journal behauptet hatte, Manson würde das Publikum dazu aufrufen, während seiner Konzerte Sex zu praktizieren und Gewalttaten zu begehen. Beides entsprach nicht der Wahrheit. Die AFA sagte später aus, die AFA-Gruppe in Biloxi in Mississippi sei alleine für den Artikel verantwortlich.